# STS-57
STS-57 est la quatrième mission de la navette spatiale Endeavour.

## Équipage
- Commandant : Ronald J. Grabe (4)  États-Unis
- Pilote : Brian Duffy (2)  États-Unis
- Spécialiste de la charge utile : G. David Low (3)  États-Unis
- Spécialiste de mission : Nancy J. Sherlock Currie (1)  États-Unis
- Spécialiste de mission : Peter J. Wisoff (1)  États-Unis
- Spécialiste de mission : Janice E. Voss (1)  États-Unis

Le chiffre entre parenthèses indique le nombre de vols spatiaux effectués par l'astronaute au moment de la mission.

## Paramètres de la mission
- Masse :
  - Navette à vide : 101 657 kg
  - Chargement : 13 074 kg
- Périgée : 402 km
- Apogée : 471 km
- Inclinaison : 28,5°
- Période : 93,3 min

### Sortie dans l'espace
- Low et Wisoff  - EVA 1
- Début EVA 1: 25 juin 1993
- Fin EVA 1: 25 juin 1993
- Durée: 5 heures 50 minutes

## Objectifs
Cette mission a un double objectif qui est l'utilisation du module Spacehab et la récupération du satellite Eureca.